# Менендес-Пелайо (станция метро)
Менендес-Пелайо (исп. Menéndez Pelayo) — станция Мадридского метрополитена. Была открыта 8 мая 1923 года. Находится в зоне A.

## История
С 3 июля 2016 года станция была закрыта из-за ремонтных работ на линии 1 между станциями Плаза-де-Кастилья и Сьерра-де-Гуадалупе. Линия была вновь открыта 13 ноября 2016 года, хотя 14 сентября были открыты участки Плаза-де-Кастилья — Куатро-Каминос и Альто-дель-Ареналь — Сьерра-де-Гуадалупе.
1 апреля 2017 года были отменены специальные часы всех лобби, которые закрывались в 21:40.